# The Best of 25 Years
The Best of 25 Years è un album di raccolta del musicista inglese Sting, pubblicato nel 2011.

## Tracce

### Edizione Standard
1. If You Love Somebody Set Them Free (2011 Remix) – 4:24
2. Englishman in New York – 4:25
3. We'll Be Together (2011 Remix) – 4:46
4. Fragile – 3:54
5. All This Time – 4:55
6. If I Ever Lose My Faith in You – 4:28
7. Fields of Gold – 3:40
8. Desert Rose – 4:50
9. Whenever I Say Your Name (featuring Mary J. Blige) – 5:24
10. Never Coming Home (2011 Mix) – 5:20
11. Message in a Bottle (Live at Irving Plaza, 2011 Remix) – 4:48
12. Demolition Man (Live at Irving Plaza, 2011 Remix) – 4:25
13. Heavy Cloud No Rain (Live at Irving Plaza, 2011 Remix) – 3:45

### Edizione Doppio CD
CD 1
1. If You Love Somebody Set Them Free (2011 Remix) – 4:24
2. Love Is the Seventh Wave (2011 Remix) – 3:33
3. Moon over Bourbon Street (2011 Remix) – 4:01
4. Fortress Around Your Heart (2011 Remix) – 4:52
5. Englishman In New York – 4:26
6. They Dance Alone – 7:13
7. Fragile – 3:54
8. We'll Be Together (2011 Remix) – 4:46
9. All This Time – 4:55
10. Mad About You – 3:54
11. Why Should I Cry for You? – 4:46
12. The Soul Cages – 5:52
13. If I Ever Lose My Faith In You – 4:28
14. Fields of Gold – 3:39
15. Seven Days – 4:39
16. Shape of My Heart – 4:37

CD 2
1. When We Dance – 5:59
2. I Was Brought to My Senses – 5:49
3. You Still Touch Me – 3:47
4. I'm So Happy I Can't Stop Crying – 3:58
5. Desert Rose – 4:51
6. Brand New Day – 6:20
7. Send Your Love (Dave Audé Remix Edit Version) – 3:15
8. Whenever I Say Your Name (featuring Mary J. Blige) – 5:24
9. Stolen Car (Take Me Dancing) – 3:56
10. The End of the Game – 6:07
11. Never Coming Home (2011 Mix) – 5:19
12. Russians (Live in Berlin) (featuring The Royal Philharmonic Concert Orchestra and Steven Mercurio) – 4:51
13. Message in a Bottle (Live at Irving Plaza, 2011 Remix) – 4:48
14. Demolition Man (Live at Irving Plaza, 2011 Remix) – 4:27
15. Heavy Cloud No Rain (Live at Irving Plaza, 2011 Remix) – 3:43